# Campionati europei di nuoto in vasca corta 2011 - 100 metri misti femminili
La gara dei 100 metri misti femminili degli europei di Stettino 2011 si è svolta il 9 e il 10 dicembre 2011. Le batterie di qualificazione e le semifinali si sono disputate rispettivamente nella mattina e nel pomeriggio del 9, la finale nel pomeriggio del 10.

## Medaglie
| Posizione | Atleta                 | Paese     |
| --------- | ---------------------- | --------- |
| Oro       | Theresa Michalak       | Germania  |
| Argento   | Zsuzsanna Jakabos      | Ungheria  |
| Bronzo    | Mie Østergaard Nielsen | Danimarca |

## Qualifiche
| Pos. | Atleta                 | Nazionalità   | Tempo   | Batteria | Corsia | Note |
| ---- | ---------------------- | ------------- | ------- | -------- | ------ | ---- |
| 1    | Theresa Michalak       | Germania      | 59”62   | 4        | 4      | Q    |
| 2    | Mie Østergaard Nielsen | Danimarca     | 1'00”49 | 3        | 5      | Q    |
| 3    | Evelyn Verrasztó       | Ungheria      | 1'00”66 | 3        | 4      | Q    |
| 3    | Zsuzsanna Jakabos      | Ungheria      | 1'00”66 | 4        | 6      | Q    |
| 5    | Ingvild Snildal        | Norvegia      | 1'00”95 | 4        | 2      | Q    |
| 6    | Katharina Stiberg      | Norvegia      | 1'01”07 | 2        | 6      | Q    |
| 7    | Hanna-Maria Seppälä    | Finlandia     | 1'01”08 | 2        | 4      | Q    |
| 8    | Laura Letrari          | Italia        | 1'01”18 | 4        | 5      | Q    |
| 9    | Erica Buratto          | Italia        | 1'01”32 | 3        | 7      | Q    |
| 10   | Ekaterina Andreeva     | Russia        | 1'01”46 | 2        | 3      | Q    |
| 11   | Lisa Zaiser            | Austria       | 1'01”52 | 3        | 6      | Q    |
| 12   | Siobhan-Marie O’Connor | Gran Bretagna | 1'01”71 | 1        | 6      | Q    |
| 13   | Mireia Belmonte García | Spagna        | 1'01”77 | 3        | 3      | Q    |
| 14   | Petra Klosova          | Rep. Ceca     | 1'01”79 | 2        | 0      | Q    |
| 15   | Kristina Kochetova     | Russia        | 1'01”98 | 4        | 3      | Q    |
| 16   | Uschi Halbreiner       | Austria       | 1'02”12 | 4        | 1      | Q    |
| 17   | Tanja Kylliäinen       | Finlandia     | 1'02”18 | 1        | 3      | Q    |
| 18   | Katarina Listopadova   | Slovacchia    | 1'02”47 | 2        | 1      | Q    |
| 19   | Sara Thydén            | Svezia        | 1'02”50 | 2        | 2      | Q    |
| 20   | Lieke Verouden         | Paesi Bassi   | 1'02”92 | 3        | 2      | Q    |
| 21   | Marussia Pietrocola    | Italia        | 1'02”94 | 2        | 7      |      |
| 22   | Melanie Schweiger      | Svizzera      | 1'03”14 | 4        | 7      |      |
| 23   | Nina Sovinek           | Slovenia      | 1'03”29 | 3        | 1      |      |
| 24   | Sara Joo               | Ungheria      | 1'03”37 | 4        | 0      |      |
| 25   | Marcelina Radlinska    | Polonia       | 1'03”59 | 3        | 8      |      |
| 26   | Aneta Pechancova       | Rep. Ceca     | 1'03”62 | 2        | 8      |      |
| 27   | Marlene Niemi          | Finlandia     | 1'03”85 | 3        | 9      |      |
| 28   | Klara Vaclavikova      | Rep. Ceca     | 1'04”72 | 2        | 9      |      |
| 29   | Vaiva Gimbutyte        | Lituania      | 1'05”22 | 1        | 5      |      |
| 30   | Mabel Sulić            | Croazia       | 1'05”40 | 3        | 0      |      |
| 31   | Sarah Rolko            | Lussemburgo   | 1'05”88 | 1        | 4      |      |
| -    | Amit Ivri              | Israele       | -       | 2        | 5      | DNS  |
| -    | Burcu Dolunay          | Turchia       | -       | 4        | 8      | DNS  |
| -    | Alzbeta Rehorkova      | Rep. Ceca     | -       | 4        | 9      | DSQ  |

## Semifinali
| Pos. | Atleta                 | Nazionalità   | Tempo   | Batteria | Corsia | Note |
| ---- | ---------------------- | ------------- | ------- | -------- | ------ | ---- |
| 1    | Zsuzsanna Jakabos      | Ungheria      | 59”77   | 1        | 5      | Q    |
| 2    | Theresa Michalak       | Germania      | 59”90   | 2        | 4      | Q    |
| 3    | Evelyn Verrasztó       | Ungheria      | 59”92   | 2        | 5      | Q    |
| 4    | Mie Østergaard Nielsen | Danimarca     | 1'00”48 | 1        | 4      | Q    |
| 5    | Laura Letrari          | Italia        | 1'00”51 | 1        | 3      | Q    |
| 6    | Hanna-Maria Seppälä    | Finlandia     | 1'00”71 | 2        | 3      | Q    |
| 7    | Lisa Zaiser            | Austria       | 1'00”79 | 2        | 2      | Q    |
| 8    | Erica Buratto          | Italia        | 1'00”97 | 2        | 6      | Q    |
| 9    | Uschi Halbreiner       | Austria       | 1'01”23 | 2        | 1      | Q    |
| 10   | Kristina Kochetkova    | Russia        | 1'01”32 | 1        | 7      | Q    |
| 11   | Siobhan-Marie O’Connor | Gran Bretagna | 1'01”40 | 1        | 2      |      |
| 12   | Ekaterina Andreeva     | Russia        | 1'01”43 | 1        | 6      |      |
| 13   | Katarina Listopadova   | Slovacchia    | 1'01”91 | 2        | 8      |      |
| 14   | Petra Klosova          | Rep. Ceca     | 1'02”09 | 2        | 7      |      |
| 15   | Sara Thydén            | Svezia        | 1'02”15 | 1        | 8      |      |
| 16   | Tanja Kylliäinen       | Finlandia     | 1'02”18 | 1        | 1      |      |
| 17   | Melanie Schweiger      | Svizzera      | 1'02”63 | 1        | 0      |      |
| 18   | Lieke Verouden         | Paesi Bassi   | 1'02”88 | 2        | 0      |      |
| 19   | Nina Sovinek           | Slovenia      | 1'02”98 | 2        | 9      |      |
| 20   | Marcelina Radlinska    | Polonia       | 1'03”89 | 1        | 9      |      |

## Finale
| Pos. | Atleta                 | Nazionalità | Tempo   | Corsia |
| ---- | ---------------------- | ----------- | ------- | ------ |
| 1    | Theresa Michalak       | Germania    | 59”05   | 5      |
| 2    | Zsuzsanna Jakabos      | Ungheria    | 59”72   | 4      |
| 3    | Mie Østergaard Nielsen | Danimarca   | 1'00”10 | 6      |
| 4    | Evelyn Verrasztó       | Ungheria    | 1'00”17 | 3      |
| 5    | Laura Letrari          | Italia      | 1'00”23 | 2      |
| 6    | Hanna-Maria Seppälä    | Finlandia   | 1'00”44 | 7      |
| 7    | Lisa Zaiser            | Austria     | 1'00”77 | 1      |
| 8    | Erica Buratto          | Italia      | 1'00”86 | 8      |
| 9    | Kristina Kochetkova    | Russia      | 1'01”12 | 9      |
| 10   | Uschi Halbreiner       | Austria     | 1'02”09 | 0      |